# Печатный приказ
Печатный приказ — орган управления (приказ) Русского государства. 

## История
Согласно ЭСБЕ — «один из древнейших» приказов.
Приказ имел своим предметом удостоверение подлинности грамот, наказов, указов, памятей и всяких вообще актов, выдаваемых частным лицам в Москве, посредством приложения к ним государственной печати, и находился в ведении печатника, который хранил государственную печать.
Упоминается уже в XVI веке. Приказ также заведовал сбором приказных пошлин, поступавших в присутственные места вообще по всему русскому государству.
Приказ также назывался печатной конторой. В письменных источниках упоминается с 1611 года. Приказ удостоверял подлинность грамот, наказов, указов, памятей и всяких вообще актов, выдаваемых частным лицам в Москве, посредством приложения к ним государственной печати. Приказ заведовал также сбором печатных пошлин, поступавших в присутственные места вообще по всему государству.
Орган управления под этим именем существовал до 1722 года, хотя в записных книгах в последний раз значится под 1686 год.
Печатный приказ ликвидирован 15 декабря 1763 года в связи с образованием Московской и Петербургской печатных контор (см. Контора (Российская империя)).